# Kompania Węglowa

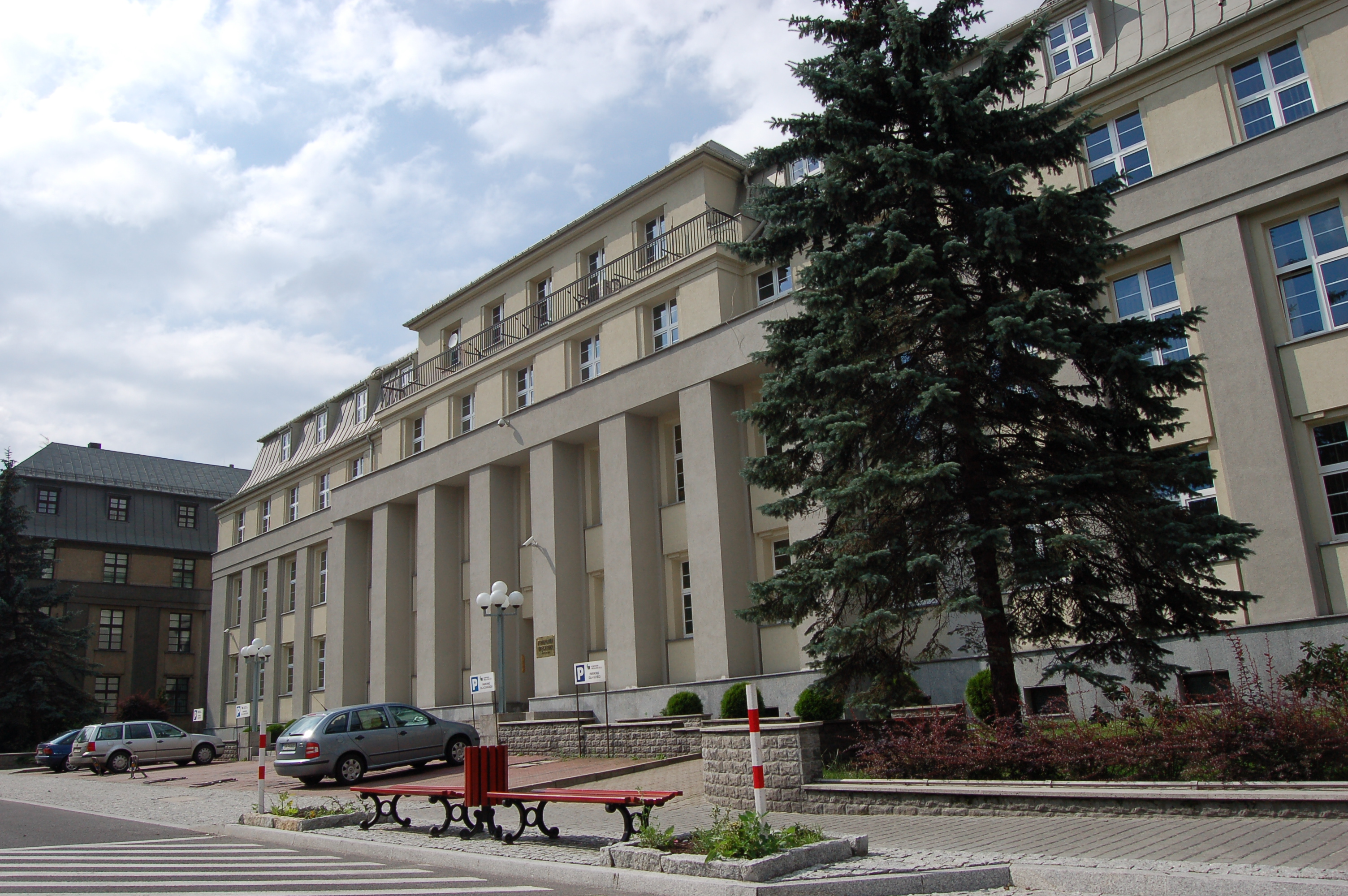
Siedziba centrali spółki przy ul. Powstańców 30 w Katowicach

Kompania Węglowa SA – polska spółka akcyjna z siedzibą w Katowicach, w latach 2003–2016 największe przedsiębiorstwo górnicze w Europie. Wszystkie zakłady górnicze oraz oddziały zaplecza technicznego w 2016 r. przejęła Polska Grupa Górnicza. Obecnie Kompania Węglowa na bazie Zakładu Zagospodarowania Mienia (Bieruń) prowadzi działania związane z zagospodarowaniem majątku nieprodukcyjnego przekazanego z kopalń czynnych i likwidowanych oraz nadzorem nad Spółkami Grupy Kapitałowej KW SA.
W Kompanii Węglowej pracowało łącznie około 55 tys. osób. Roczna zdolność wydobywcza wynosiła około 40 mln ton. Siedziba spółki znajdowała się w Katowicach przy ulicy Powstańców. Spółka powstała 1 lutego 2003 w miejsce zlikwidowanych pięciu Spółek Węglowych: Rybnickiej, Bytomskiej, Nadwiślańskiej, Rudzkiej i Gliwickiej. W jej skład weszły wtedy 23 kopalnie i 9 zakładów.
29 kwietnia 2016 zakłady produkcyjne Kompanii Węglowej zbyto do Polskiej Grupy Górniczej.

## Historia
12 lipca 1990 na bazie zlikwidowanej Wspólnoty Węgla Kamiennego (WWK) utworzono Państwową Agencję Węgla Kamiennego Spółka Akcyjna, którą 12 lipca 1996 przemianowano na Państwową Agencję Restrukturyzacji Górnictwa Węgla Kamiennego Spółka Akcyjna, a 30 grudnia 2002 – na Kompanię Węglową Spółka Akcyjna. Znak firmowy i kompleksową identyfikację przedsiębiorstwa stworzył Rafał Bogusławski współpracujący z A.R. Promix. Na bazie zakładów Kompanii Węglowej od 29 kwietnia 2016 eksploatację węgla prowadzi Polska Grupa Górnicza.

## Sytuacja finansowa
W 2005 r. firma przyniosła ok. 200 mln zł zysku, natomiast w 2006 r. przyniosła ok. 50 mln zł strat, głównie za sprawą katastrof górniczych, np. w kopalni Halemba w Rudzie Śląskiej. Według danych za 2009 r. kapitał własny spółki wynosił 1,42 mld zł. Zysk netto wyniósł 25 mln zł, a zatrudnienie 66 tys. osób. Ogólne przychody przedsiębiorstwa w 2012 r. przekroczyły 11 730 mln złotych, przychody ze sprzedaży wyniosły ponad 11 720 mln złotych, a zyski netto ponad 160 mln złotych.
Obecnie wydobycie węgla kamiennego spadało - w 2012 r. wyniosło 39 mln t, a w 2013 r. 36 mln t. Strata netto za 2013 r. wyniosła 700 mln zł. W 2014 r. spółka była na skraju bankructwa. Jako główne przyczyny problemów wskazywano: konkurencję węgla importowanego, spadki cen węgla na rynkach światowych, zacofanie technologiczne spowodowane przeznaczaniem większości zysków na wypłaty zamiast na inwestycje, niską efektywność pracy (np. bardzo długi czas dojścia do przodków) i przerosty zatrudnienia w działach administracyjnych oraz niską kulturę zarządzania. Jak jednak wskazuje Forum Obywatelskiego Rozwoju węgiel importowany stanowił jedynie 8% krajowego zużycia i to głównie na północy kraju, gdzie transport ze Śląska jest droższy niż z bałtyckich portów przeładunkowych. Głównym problemem KW była niska efektywność i wysokie koszty własne.
W 2014 r. rząd po raz kolejny odroczył spłatę należności wobec urzędów skarbowych oraz ZUS w wysokości ponad 280 mln zł. Odroczenie uzasadniono "ochroną tysięcy miejsc pracy w regionie śląskim".
Jak wynikało z danych finansowych KW za pierwsze półrocze 2014 r. z 15 kopalni należących w tym czasie do spółki aż 12 przynosiło straty. Zysk przynosiły tylko trzy kopalnie: Marcel (74 zł. zysku na tonie wydobytego węgla), Piast (zysk: 16 zł./t.) i Ziemowit (zysk: 9 zł./t.), w pozostałych strata na każdej wydobytej tonie węgla wynosiła od 12 zł (Chwałowice) do 247 zł (Brzeszcze). W I półroczu 2014 r. spółka zatrudniała 53 127 pracowników.
Jedną z przyczyn wysokich kosztów wydobycia w KW i braku konkurencyjności jest przestarzały sprzęt, co wynika m.in. z presji związków zawodowych, które w poprzednich latach wymuszały na zarządzie przeznaczanie zysków na wynagrodzenia zamiast na inwestycje w nowoczesny sprzęt.

## Restrukturyzacja
7 stycznia 2015 Rada Ministrów przyjęła program restrukturyzacji Kompanii Węglowej poprzez przekazanie czterech kopalń do Spółki Restrukturyzacji Kopalń (Pokój, Piekary, Sośnica-Makoszowy, Brzeszcze), wniesienie najpierw czterech (Jankowice, Chwałowice, Marcel i Rydułtowy-Anna), a następnie pięć kolejnych (Bielszowice, Bobrek-Centrum, Halemba-Wirek, Bolesław Śmiały i Piast) do nowej spółki celowej powołanej przez Węglokoks SA oraz sprzedaż KWK Piekary bezpośrednio do Węglokoksu. W maju 2015 r. Kompania Węglowa nieodpłatnie zbyła do SRK kopalnie Brzeszcze, Makoszowy i Centrum oraz sprzedała spółce Węglokoks Kraj kopalnie Bobrek i Piekary.
We wrześniu 2015 r. Ministerstwo Skarbu Państwa opublikowało stanowisko, w którym odroczyło powstanie Nowej Kompanii Węglowej (struktura kapitałowa NKW złożona z trzech akcjonariuszy – Węglokoksu, Funduszu Inwestycji Polskich Przedsiębiorstw (zarządzanym przez Polskie Inwestycje Rozwojowe) oraz Towarzystwa Finansowego Silesia) m.in. ze względu na zasygnalizowanie przez Komisję Europejską wysokiego ryzyka wszczęcia postępowania przeciwko Polsce z powodu stosowania niedozwolonej pomocy publicznej. 30 września 2015 zapadła decyzja o wniesieniu do 100 proc. akcji Kompanii Węglowej do spółki Towarzystwo Finansowe Silesia.
Ostatecznie w kwietniu 2016 r. większość kopalń i zakładów Kompanii Węglowej przejęła Polska Grupa Górnicza.

## Skład Kompanii Węglowej
1. KWK Sośnica (Gliwice)
2. KWK Bielszowice (Ruda Śląska)
3. KWK Halemba-Wirek (Ruda Śląska)
4. KWK Pokój (Ruda Śląska)
5. KWK Bolesław Śmiały (Łaziska Górne)
6. KWK Piast (Bieruń)
7. KWK Ziemowit (Lędziny)
8. KWK Chwałowice (Rybnik)
9. KWK Jankowice (Rybnik)
10. KWK Marcel (Radlin)
11. KWK Rydułtowy-Anna (Rydułtowy)

### Zakłady
- Zakład Remontowo-Produkcyjny (Bieruń)
- Zakład Zagospodarowania Mienia (Bieruń)
- Zakład Górniczych Robót Inwestycyjnych (Bieruń)
- Zakład Elektrociepłownie (Rybnik)
  - Ciepłownia „1 Maja” (Wodzisław Śląski)
  - Ciepłownia „Anna” (Pszów)
  - Elektrociepłownia „Chwałowice” (Rybnik)
  - Elektrociepłownia „Jankowice” (Rybnik)
  - Elektrociepłownia „Marklowice” (Marklowice)
  - Ciepłownia „Rymer” (Rybnik)
- Zakład Informatyki i Telekomunikacji (Rybnik)

Zakład Informatyki i Telekomunikacji (ZIT) – specjalistyczna jednostka organizacyjna, pełniąca funkcję operatora telekomunikacyjnego, koordynuje także zadania operatorskie i telekomunikacyjne dla Centrali oraz oddziałów (kopalń i zakładów) Kompanii Węglowej.
Na terenie Rzeczypospolitej Polskiej posiada zezwolenie na:
- Dostarczanie sieci telekomunikacyjnej
- Świadczenie usług telekomunikacyjnych
- Dostarczanie udogodnień towarzyszących

Posiada własną numerację dla telefonii stacjonarnej w katowickiej strefie numeracyjnej 32 o prefiksach:
- SPQ=71(6,7)
- SPQM=718(1-5)
- SPQM=729(1-4)
- PQM=739(2-5,7,8)

## Struktura grupy kapitałowej Kompanii Węglowej
Grupa Kapitałowa Kompanii Węglowej prowadzi działalność w oparciu o spółki:
- GSU
- HALDEX (11.02.2020 - został połączony  z KZR „REMASZ” i widnieje pod jedną nazwą HALDEX S.A.)
- TRAKT
- Gliwicki Zakład Usług Górniczych
- Kompanijny Ośrodek Szkolenia
- Konsorcjum Ochrony Kopalń
- Nadwiślańska Agencja Turystyczna
- Wydawnictwo Górnicze
- Zakłady Odsalania Dębieńsko

## Rada nadzorcza
Skład rady nadzorczej: Małgorzata Niezgoda (przewodnicząca), Marian Turek, Janusz Michalski, Mariusz Kowalski, Joanna Tołłoczko-Kulikowska.

## Prezesi
- Andrzej Karbownik (1997–2000)
- Jarosław Klima (2003)
- Maksymilian Klank (2003–2006)[29]
- Grzegorz Pawłaszek (2006–2008)
- Mirosław Kugiel (2008–2010)[30][31],
- Jacek Korski, p.o. (2010–2011)
- Joanna Strzelec-Łobodzińska (2011–2013)[32]
- Marek Uszko, p.o. (2013–2014)
- Mirosław Taras (2014)[33]
- Piotr Rykala, p.o. (2014)
- Krzysztof Sędzikowski, p.o. (2014)
- Krzysztof Sędzikowski (2014–2016)
- Tomasz Rogala, p.o. (2016)[34][35]
- Leszek Słaboń (od 2016)